# Одеон Герода Аттика
Одеон Герода Аттика, Иродион (греч. Ωδείο Ηρώδου του Αττικού) располагается на южном склоне Акрополя.

## История
Герод Аттик построил Одеон в 165 году н. э. в честь своей покойной жены Региллы. 

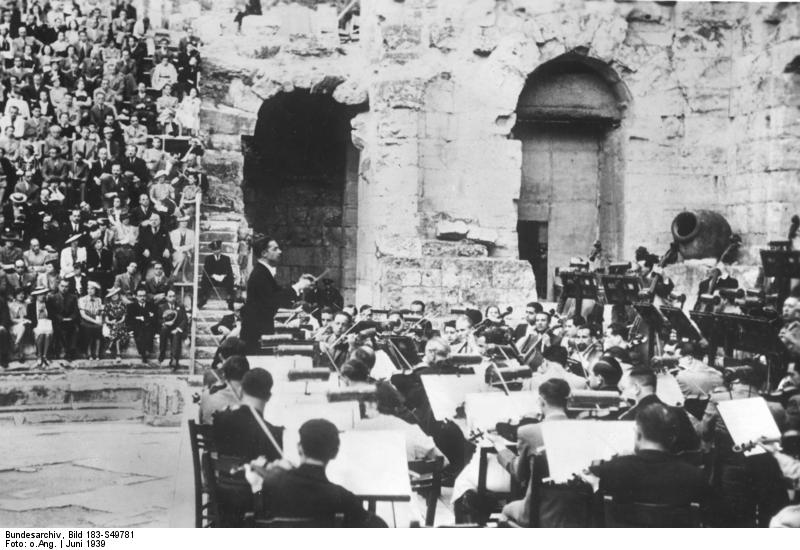
Венский филармонический оркестр в Одеоне (1939)

Одеон имеет классическую форму древнего театра на 5000 мест, в котором до нашего времени сохранилось почти всё от времени постройки, за исключением статуй в нишах и разноцветной мраморной облицовки. Внутрь можно попасть только во время концертов и спектаклей, заплатив за билет.
Мраморная облицовка мест для зрителей и сцены была восстановлена в 1950-х годах. С тех пор Одеон является одной из главных сценических площадок ежегодного Афинского фестиваля, проходящего в столице Греции с июня по сентябрь. На сцене Одеона выступали Мария Каллас, балет Большого театра, Микис Теодоракис, Никос Портокалоглу и многие другие.
21 июля 1973 года в Одеоне прошёл международный конкурс красоты «Мисс Вселенная 1973», на котором одержала победу внучка пятого президента Филиппин Мария Маргарита Рохас Моран-Флоирендо.